# Parateleopus microstomus
Parateleopus microstomus is een straalvinnige vissensoort uit de familie van diepzeekwabben (Ateleopodidae). De wetenschappelijke naam van de soort is voor het eerst geldig gepubliceerd in 1912 door Smith & Radcliffe.